# مات وايس
مات وايس (بالإنجليزية: Matt Weiss)‏ (21 أكتوبر 1952 في الولايات المتحدة - ) هو لاعب كرة قدم أمريكي في مركز حراسة المرمى. لعب مع دالاس تورنايدو.